# Apia (cratera)
Apia é uma cratera marciana. Tem como característica 10.5 quilômetros de diâmetro. Deve o seu nome à cidade de Apia (capital da Samoa).